# Chelonoidis donfaustoi
La tortuga gigante de Santa Cruz Oriental (Chelonoidis donfaustoi), también conocida como la tortuga gigante de Don Fausto, es una especie de tortuga de la familia Testudinidae, endémica de la isla Santa Cruz, en el archipiélago de las islas Galápagos, perteneciente a Ecuador.
La denominación donfaustoi, se debe a Fausto Llerena, cuidador principal del Solitario George, una tortuga gigante de Pinta, cuya tarea continuó hasta la muerte de esta última (y la extinción de su especie) en 2012; además de dedicarse entre 1971 y 2014 al trabajo de conservación y restauración de las poblaciones de otras especies de tortugas gigantes en las Galápagos.

## Clasificación
En 2015, C. donfaustoi fue reclasificado como una nueva especie en la base de datos genéticos y morfológicos. C. donfaustoi es el linaje hermano de C. chathamensis en San Cristóbal, y es parte de un clado que también incluye C. hoodensis de Española y C. abingdoni de Pinta. Genéticamente, C. donfaustoi se diferencia de otras tortugas en la frecuencia de los alelos en loci microsatélites 12.
La reclasificación reduce el rango de C. porteri a las partes oeste y suroeste de la isla Santa Cruz. Al mismo tiempo que se limita C. donfaustoi a la parte oriental de la isla de Santa Cruz, C. porteri mostró ser parte de un clado que incluye las tortugas de Floreana y el sur de Isabela, así como especímenes que supuestamente provienen de Rábida y Fernandina.

## Apariencia
Aunque es similar a otras tortugas de Galápagos, C. donfaustoi puede distinguirse de ellos por medio de tamaño de la concha y su forma.

## Conservación
Para la IUCN desde año 2017 es considerada una especie «en peligro crítico», con alrededor de 250 ejemplares.